# Chemnitz-Glösa-Draisdorf
Glösa-Draisdorf ist ein nördlich gelegener Stadtteil von Chemnitz. Wie durch das im Süden angrenzende Furth führt die B 107 (Chemnitztalstraße). Die Chemnitz fließt durch die kleinere Ortslage Draisdorf. In diesem Stadtteil befindet sich der Sechsruthen- und der Glösaer Wald, die Kohlung sowie die Autobahn-Anschlussstelle Chemnitz-Glösa der A 4.
Angrenzende Orts- und Stadtteile sind (von Norden im Uhrzeigersinn) Auerswalde (Gemeinde Lichtenau), Ebersdorf, Furth, Borna-Heinersdorf und Wittgensdorf.

## Geschichte

### Glösa

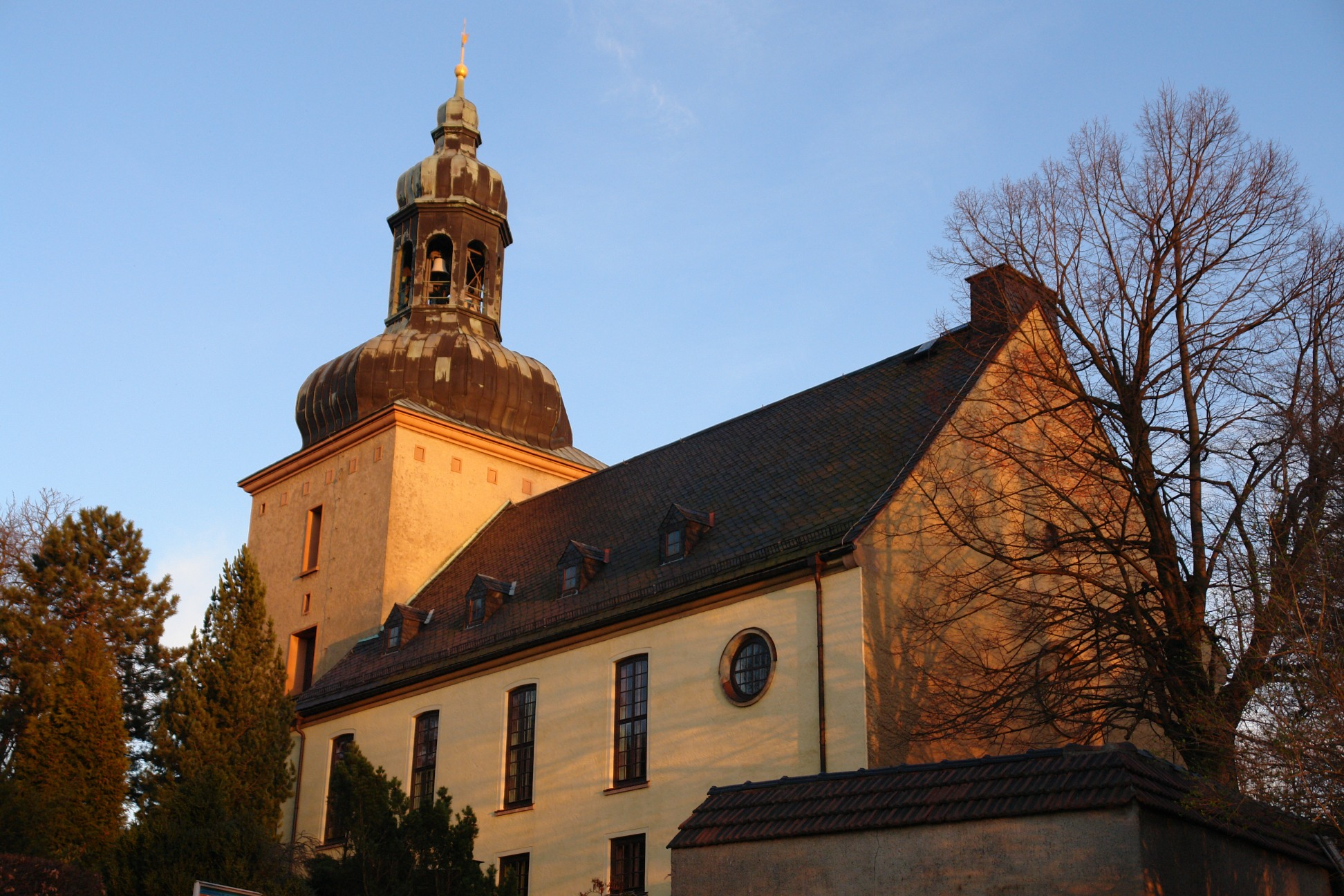
St.-Jodokus-Kirche in Glösa

Die erste urkundliche Erwähnung von Glösa fand im Jahre 1286 (Glese) statt. Der Name weist auf den Glösbach hin, der in etwa „die Glänzende“ bedeutet. Gegründet wurde der Ort im heutigen Unterdorf, das der Glösbach rechtsseitig der Chemnitz durchfließt. Der unmittelbar an der Chemnitztalstraße gelegene Langteich war mit einer, heute verschütteten, Teichanlage im Besitz eines Freigutes. Wie Draisdorf gehörte Glösa ursprünglich zur Herrschaft Blankenau, das 1548 an das kursächsische Amt Chemnitz kam.
Im 19. Jahrhundert waren die Ziegelherstellung und die Strumpfwirkerei die wichtigsten Gewerbezweige. Ab 1910 veränderte sich das Ortsbild, denn Arbeiterwohnsiedlungen entstanden. Zuerst im unteren Ortsteil, ab 1919 auch auf dem Glösaer Berg bis hin nach Ebersdorf. Somit stieg die Einwohnerzahl enorm. Hatte Glösa 1890 nur 1084 Einwohner, waren es 1939 schon 4553. Noch heute ist Glösa ein beliebter, da waldreicher, Wohnort. Im Jahr 1933 wurde Draisdorf, mit nur 430 Einwohnern, nach Glösa eingemeindet.
Die Glösaer Kirche wurde wahrscheinlich schon im 13. Jahrhundert, außerhalb des alten Dorfkernes, auf dem Eierberg errichtet. Von hier aus hatte man Sicht bis zum Chemnitzer Kloster, zur ehemaligen Burg Blankenau und über die Chemnitzfurt.
Am 1. Juli 1950 wurde Glösa nach Chemnitz eingemeindet.

### Draisdorf

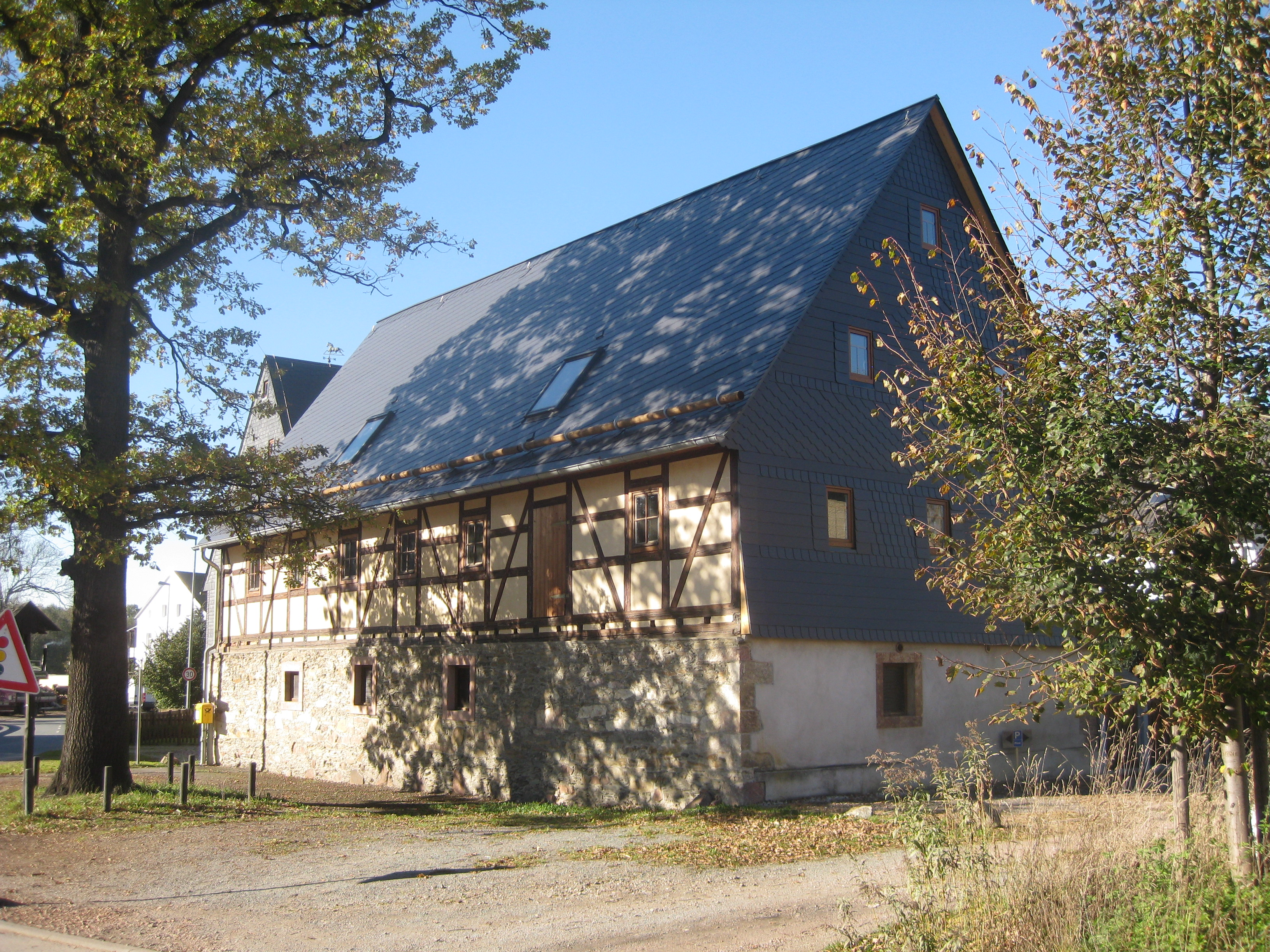
Einer der denkmalgeschützten Bauernhöfe in Draisdorf

Das Platzdorf Draisdorf gehörte schon früh zur Herrschaft Blankenau, deren Burg (die Blankenburg) sich im heutigen Heinersdorf befand. Mit der Herrschaft Blankenau kam Draisdorf 1548 an das kursächsische Amt Chemnitz. Der Ort wird 1338 (Dragensdorff), erneut 1518 (villa Drogistorff), erwähnt. 1933 wurde Draisdorf nach Glösa und 1950 gemeinsam mit Letzterem nach Chemnitz eingemeindet.
In einer Talmulde östlich der Chemnitz sammelten sich einzelne Gehöfte um einen Mittelpunkt zusammen. Noch heute ist der bäuerliche Charakter Draisdorfs erhalten. Von den 10 Gehöften wurden nur einige abgebrochen.

## Sechsruthen-Wald

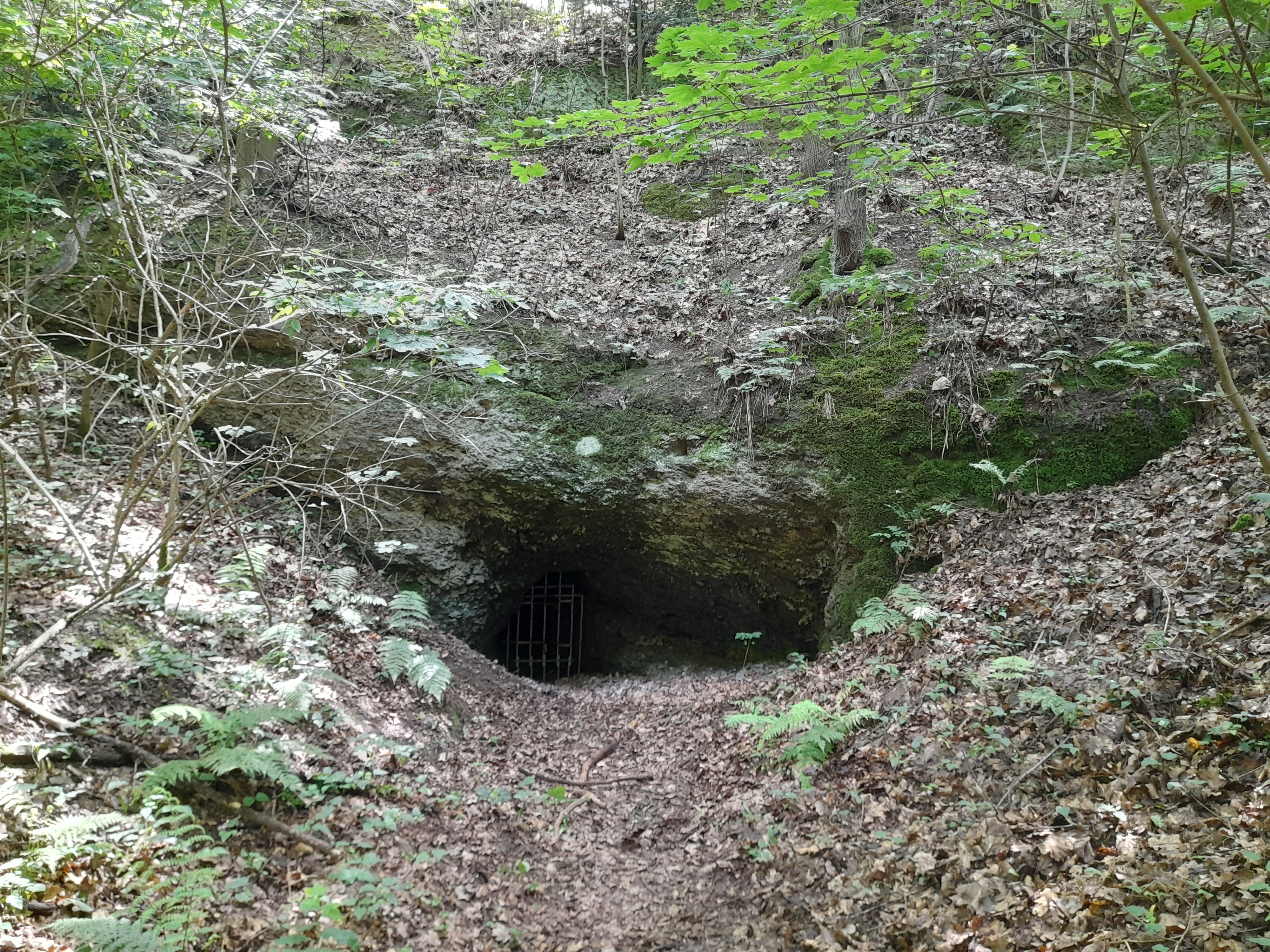
Seidelmannhöhle im Sechsruthenwald

Das etwa 1,5 km lange und nur 0,5 km breite Waldstück erstreckt sich entlang der Autobahn A 4. Der Name geht auf eine alte Parzellierung zurück. Sechs ehemalige Flurstücke waren je sechs Ruten (eine sächsische Rute = 3,39 m) lang.
Im unteren Teil des Waldes liegt die Seidelmannhöhle. Der Name dieser Höhle ging aus einer alten Ortssage hervor. Ein Chemnitzer Beamter war berüchtigt für seine Härte und Grausamkeit. Nach seinem Tod soll er keine Ruhe gegeben haben und spukte als böser Geist umher, bis er schließlich in den Sechsruthen-Wald verbannt wurde.

## Kohlung und Kinderwaldstätte
Bis in die 1920er Jahre war die Kohlung (erstmals 1522 erwähnt) ein etwa 2 km² großes Waldstück. Danach wurde es als Siedlungsgebiet erschlossen. Der Name bedeutet, dass hier einst Kohlenmeiler rauchten. Südlich der Eisenbahnstrecke nach Riesa grenzt die Kohlung an den Ebersdorfer Wald.
Die „Kinderwaldstätte“ wurde 1911 als „Kinderwalderholungsstätte“ für lungenkranke Kinder aus Chemnitz eingerichtet. Sie erhielt einen Haltepunkt an der Bahnstrecke Riesa–Chemnitz. Später wurde aus der Einrichtung eine Heilstätte und in den 1930er Jahren eine pulmologische Kinderklinik. Das Gebiet der Klinik lag bis zum Ende des Zweiten Weltkriegs auf dem Gebiet von Auerswalde und wurde erst dann nach Chemnitz eingemeindet und Glösa angegliedert. Nachdem in den 1980er Jahren für kurze Zeit eine urologische Klinik in das Gebäude einzog, fungierte es bis 1990 als Pflegeheim. Seit 1996 wird die Einrichtung von der „Heim gGmbh“ geführt. Sie betreut Senioren und Behinderte.

## Verkehr
Im Stadtteil Glösa-Draisdorf liegt die Anschlussstelle Chemnitz-Glösa der Bundesautobahn 4 und verbindet diese mit der hier in Nord-Süd-Richtung durch Glösa und Draisdorf verlaufenden Bundesstraße 107. Von 1902 bis 1998 hatten Draisdorf und Glösa Bahnhöfe an der Chemnitztalbahn. Im Osten von Glösa befindet sich der Haltepunkt Chemnitz Kinderwaldstätte an der Bahnstrecke Riesa–Chemnitz. An den öffentlichen Nahverkehr ist Glösa-Draisdorf mit den Buslinien 22, 46, 63, 637 und 639 angeschlossen.

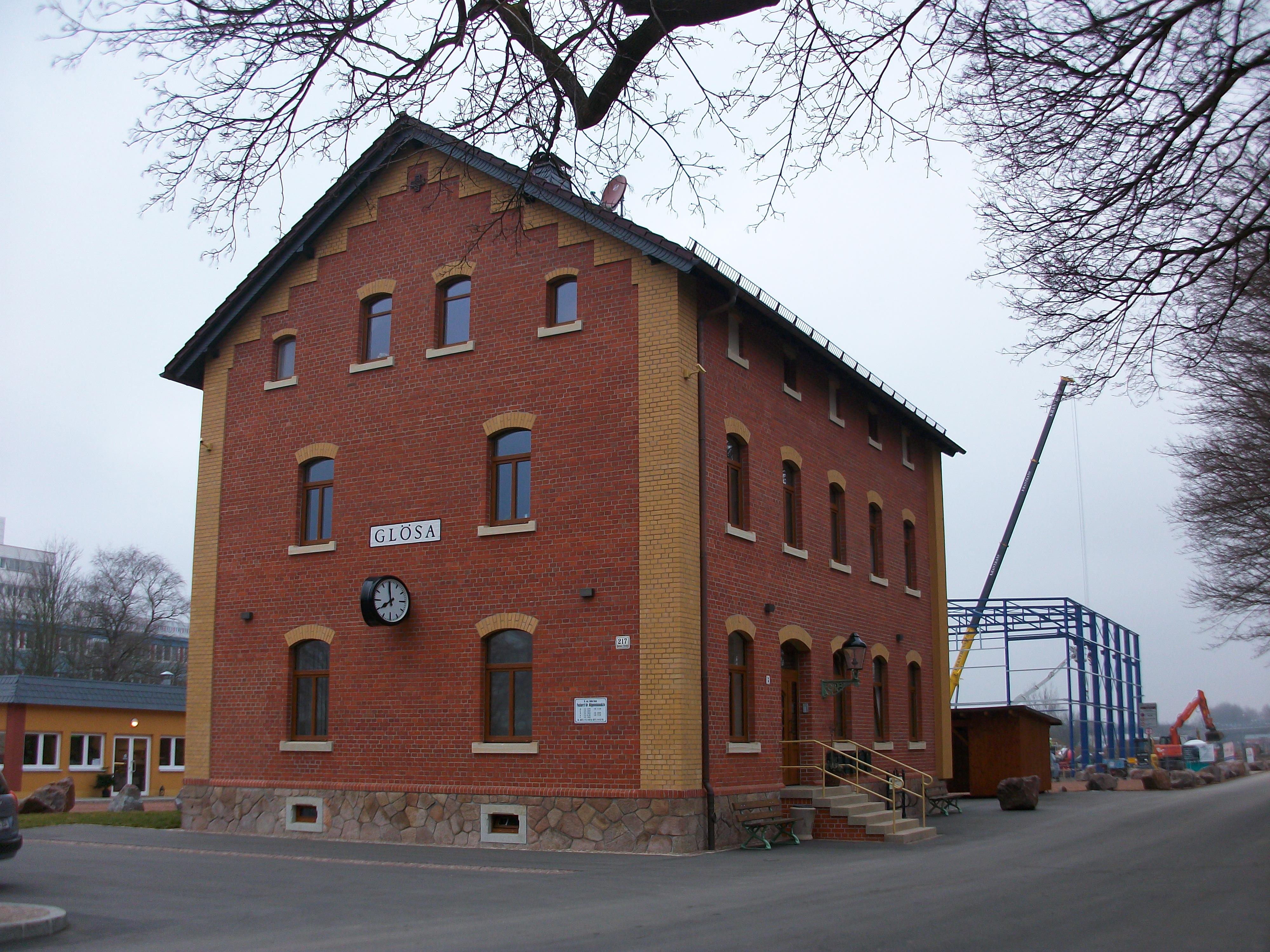
Empfangsgebäude des früheren Bahnhofs Chemnitz-Glösa, Straßenseite (2016)
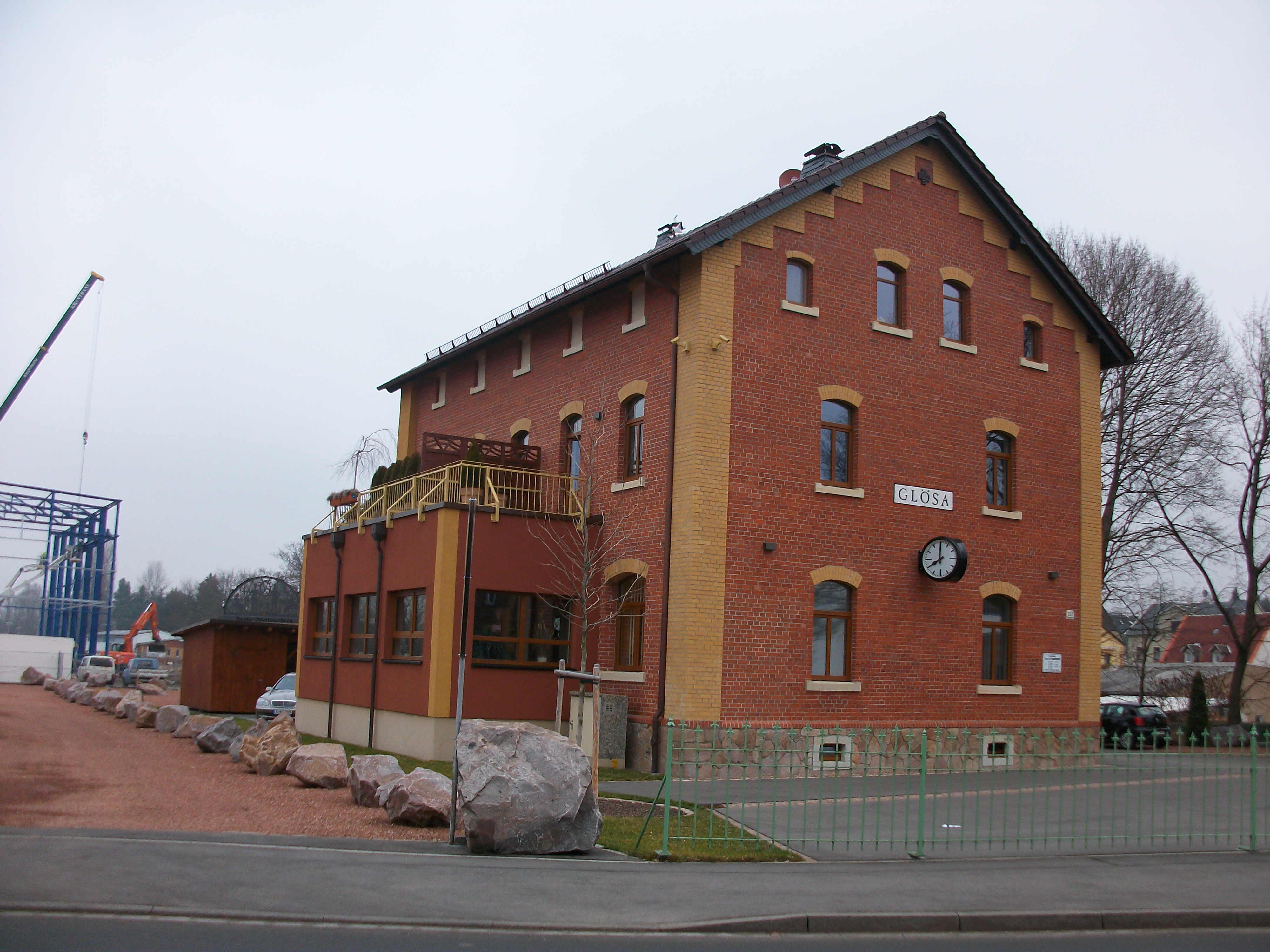
Empfangsgebäude des früheren Bahnhofs Chemnitz-Glösa, Bahnseite (2016)
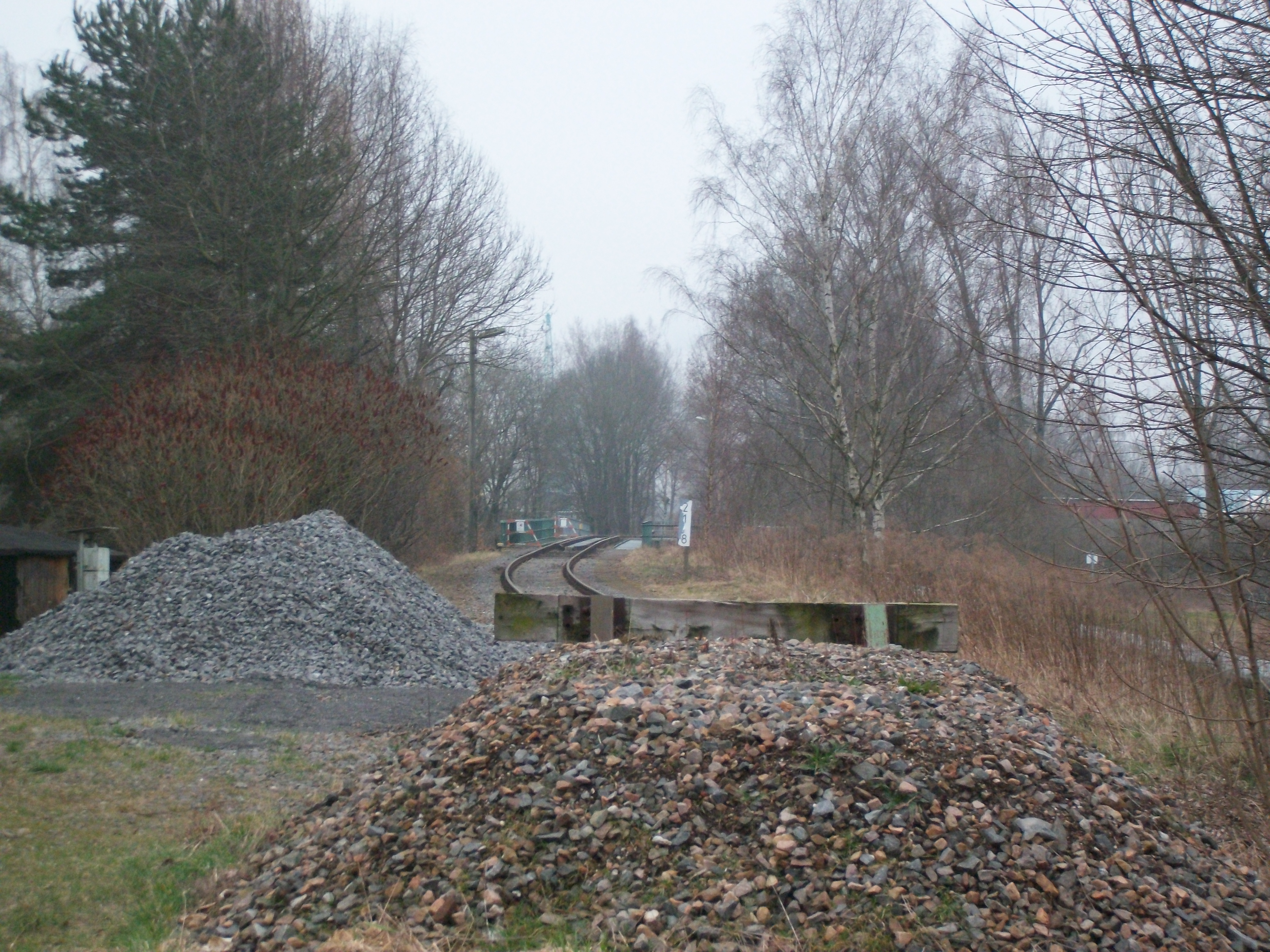
Heutiges Gleisende der früheren Chemnitztalbahn am ehemaligen Bahnhof Chemnitz-Glösa (2016)
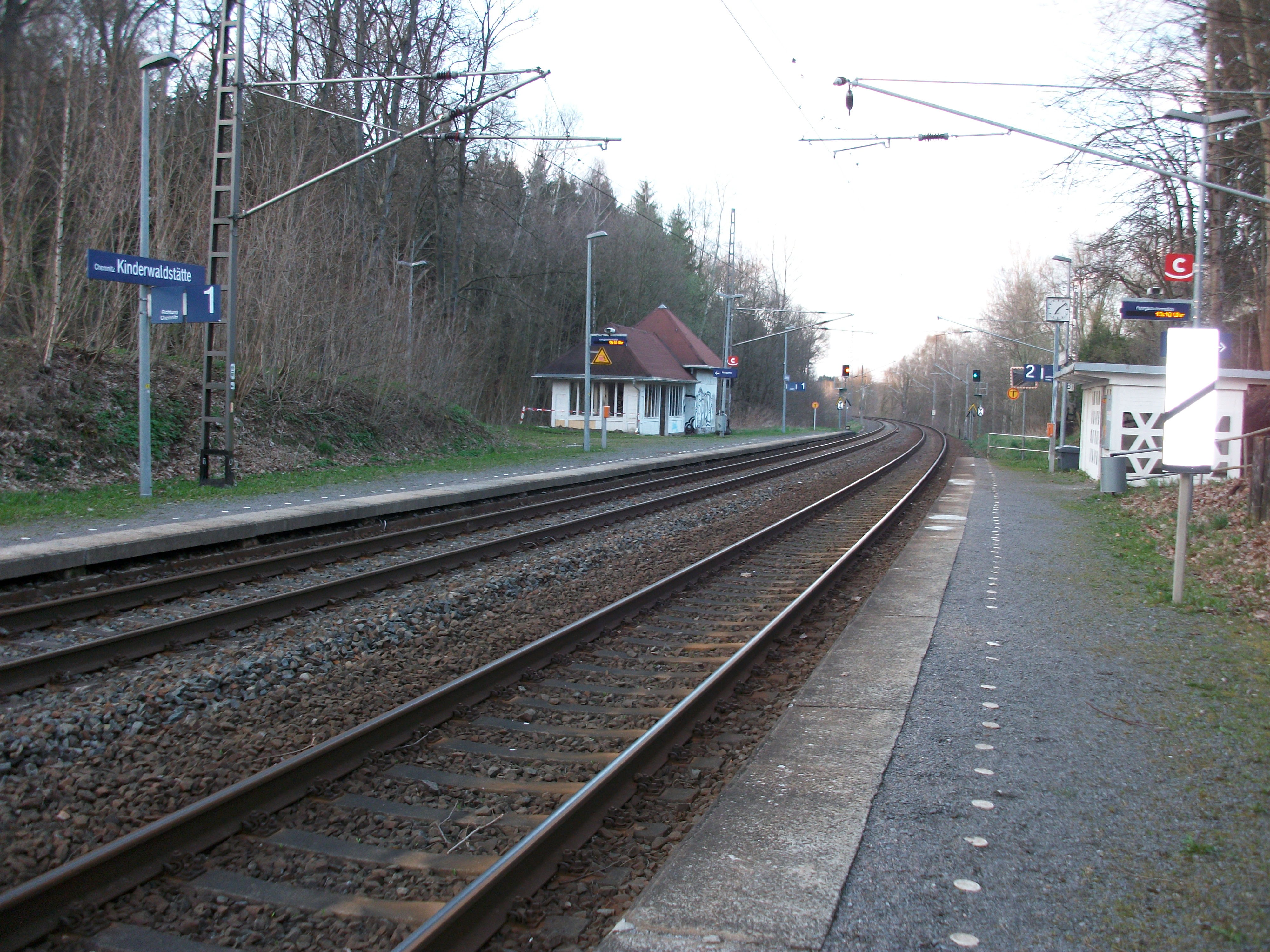
Haltepunkt Chemnitz Kinderwaldstätte (2016)

## Persönlichkeiten
- Dietrich Henschler (1924–2014), Mediziner und Toxikologe, wurde in Glösa geboren.
- Klaus Neubauer (* 18. Dezember 1944), Maler und Graphiker mit Wohnsitz und Atelier in Draisdorf